# Erin Kellyman
Erin Mae Kellyman (Tamworth, 17 ottobre 1998) è un'attrice britannica, nota per aver interpretato Enfys Nest nel film Solo: A Star Wars Story (2018), Èponine Thénardier nella miniserie televisiva della BBC I miserabili (2018), basata sull'omonimo romanzo di Victor Hugo, e la leader dei Flag-Smasher nella serie televisiva The Falcon and the Winter Soldier del franchise Marvel Cinematic Universe.

## Carriera
Nata a Tamworth, nello Staffordshire, Kellyman ha frequentato il Nottingham Television Workshop.
Ha esordito al cinema nel 2018 nel ruolo di Enfys Nest nel film Solo: A Star Wars Story, spin-off della saga di Guerre stellari. Nello stesso anno recita nel ruolo di Èponine nella miniserie della BBC I miserabili, basata sull'omonimo romanzo di Victor Hugo.
Dal 2019 è tra i protagonisti della serie della BBC Don't Forget the Driver, e l'anno seguente appare nella serie Life di Mike Bartlett. Nel 2020 viene scelta come protagonista della serie televisiva Willow, basata sull'omonimo film del 1988 e uscita nel 2022.
Nel 2021 è tra i protagonisti della miniserie televisiva dei Marvel Studios The Falcon and the Winter Soldier, e prende parte al film The Green Knight di David Lowery.

## Filmografia

### Cinema
- Solo: A Star Wars Story, regia di Ron Howard (2018)
- Sir Gawain e il Cavaliere Verde, regia di David Lowery (2021)
- Blitz, regia di Steve McQueen (2024)
- 28 anni dopo (28 Years Later), regia di Danny Boyle (2025)
- Eleanor the Great, regia di Scarlett Johansson (2025)

### Televisione
- Raised by Wolves - serie TV, 6 episodi (2015-2016)
- Uncle - serie TV, 1 episodio (2017)
- I miserabili, regia di Tom Shankland - miniserie TV, 3 episodi (2018-2019)
- Don't Forget the Driver - serie TV, 6 episodi (2019)
- Life - serie TV, 6 episodi (2020)
- The Falcon and the Winter Soldier, regia di Kari Skogland - miniserie TV, 6 episodi (2021)
- Top Boy - serie TV (2022)
- Willow - serie TV, 8 episodi (2022-2023)

## Doppiatrici italiane
Nelle versioni in italiano dei suoi film, Erin Kellyman è doppiata da:
- Luisa D'Aprile in The Falcon and the Winter Soldier, Willow
- Emanuela Ionica in Top Boy, Woken
- Lucrezia Marricchi in Solo: A Star Wars Story
- Chiara Gioncardi in I miserabili
- Laura Cherubelli in Sir Gawain e il Cavaliere Verde
- Sara Crestini in Blitz